# بيلي مكأدامز
بيلي مكأدامز (بالإنجليزية: Billy McAdams)‏ هو لاعب كرة قدم بريطاني في مركز الهجوم، ولد في 20 يناير 1934 في بلفاست في المملكة المتحدة، وتوفي في 13 أكتوبر 2002 في بارو إن فورنيس في المملكة المتحدة. لعب مع بولتون واندررز وليدز يونايتد ومانشستر سيتي ونادي بارو ونادي برينتفورد.